# Erasinus
Erasinus là một chi nhện trong họ Salticidae.